# She Drives Me Crazy
She Drives Me Crazy är en singel av Fine Young Cannibals, släppt 1988 på albumet The Raw and the Cooked och som singel 1989. 

## Listplaceringar
| Lista (1989)                                             | Topplaceringar |
| -------------------------------------------------------- | -------------- |
| Australiska singellistan                                 | 1              |
| Österrikiska singellistan                                | 1              |
| Kanadensiska singellistan                                | 1              |
| Franska SNEP-singellistan                                | 11             |
| Tyska singellistan                                       | 2              |
| Irländska singellistan                                   | 2              |
| Italienska singellistan                                  | 17             |
| Nyzeeländska RIANZ-singellistan                          | 1              |
| Norska singellistan                                      | 6              |
| Svenska singellistan                                     | 4              |
| Schweiziska singellistan                                 | 3              |
| Amerikanska Billboard Hot 100                            | 1              |
| Amerikanska Billboard Hot R&B/Hip-Hop Songs              | 54             |
| Amerikanska Billboard Hot Dance Club Play                | 1              |
| Amerikanska Billboard Hot Dance Music/Maxi-Singles Sales | 3              |
| Amerikanska Billboard Hot Modern Rock Tracks             | 5              |
| Brittiska singellistan                                   | 5              |
| Lista (1997)                                             | Topplacering   |
| Brittiska singellistan                                   | 36             |

| Årslistor (1989)          | Placering |
| ------------------------- | --------- |
| Australiska singellistan  | 6         |
| Österrikiska singellistan | 1         |
| Schweiziska singellistan  | 7         |
| Billboard Hot 100         | 18        |

### Fotnoter
1. 1 2 3 4 5 6  "She Drives Me Crazy", in various singles charts Lescharts.com (Retrieved 7 April 2008)
2. ↑  German Singles Chart Charts-surfer.de Arkiverad 25 maj 2009 hämtat från the Wayback Machine. (läst 7 april 2008)
3. ↑  Irish Single Chart Irishcharts.ie (Läst 7 april 2008)
4. ↑  Italian Single Chart Hit parade Italia (Läst 31 maj 2008)
5. 1 2 3 4 5  Billboard Billboard.com Arkiverad 31 oktober 2005 hämtat från the Wayback Machine. (Läst 7 april 2008)
6. ↑  Brittiska singellistan (1989) Chartstats.com (Läst 7 april 2008)
7. ↑  Brittiska singellistan (1997) Chartstats.com (Läst 7 april 2008)
8. ↑  1989 Australian Singles Chart aria.com (läst 13 september 2008)
9. ↑  1989 Austrian Singles Chart Austriancharts.at (Läst 13 september 2008)
10. ↑  Schweiziska singellistan 1996 Hitparade.ch (Läåst 13 september 2008)
11. ↑  Amerikanska Billboard Top 100 1989 ”Arkiverade kopian”. Arkiverad från originalet den 25 januari 2010. https://web.archive.org/web/20100125092422/http://longboredsurfer.com/charts/1989.php. Läst 9 februari 2010. (Läst 17 maj 2012)